# De twee lentes
De twee lentes, ook De veldmuis en de stadsmus getiteld, is een schilderij van de Vlaamse kunstschilder Gustave Van de Woestyne. De kunstenaar schilderde het doek in 1910. Het schilderij behoort tot de collectie van het Koninklijk Museum voor Schone Kunsten Antwerpen en is een van de topstukken binnen het oeuvre van de kunstenaar.

## Context
In het voorjaar van 1909 ruilden schilder Gustave Van de Woestyne en zijn kersverse echtgenote Prudence het landelijke Sint-Martens-Latem in voor Leuven. Net als zijn broer Karel Van de Woestyne en collega-kunstenaars Valerius De Saedeleer en Georges Minne had hij er jarenlang gewoond en gewerkt tussen de “eerlijke boeren in Gods schone natuur”. Tot de Gentenaren het dorpje ontdekten en er massaal villa’s begonnen bouwen.
Eenmaal in Leuven bleef hij het beeld van Sint-Martens-Latem koesteren. Hij schilderde boeren, schuren, boomgaarden en het landschap van de Leie. In 1910 schilderde hij het symbolische en belerende De twee lentes.

## Beschrijving
Gustave Van de Woestyne plaatst met De twee lentes het plattelandsleven tegenover het stadsleven. Het is een symbolistische compositie met een doorgevoerde realistische detaillering.
Het meisje rechts staat helemaal vooraan. Ze draagt een sobere rode jurk, is niet opgemaakt en het haar is eenvoudig opgestoken. We zien nog net een fragment van het dorp waar ze woont. Ze stelt het eenvoudige boerenleven voor.
De tweede vrouw zit verborgen achter een grote hoed met rode pluim. Haar lippen zijn mooi opgemaakt en de sierlijke krul die vanonder de hoed tevoorschijn komt, contrasteert met de natuurlijk vallende haarlok van het boerenmeisje. Het grafisme van de pluim, de voile en het haar getuigt van een bijna fotografische nauwkeurigheid. De dame met de hoed symboliseert het stadsleven.
Met dit tafereel verwijst Van De Woestyne naar zijn eerste bezoek met Prudence, de dochter van een Latemse boer, aan zijn broer Karel en diens vrouw in Brussel.